# Pralidoxime
La pralidoxime, ou 2-PAM, est une oxime qui peut être employée en association avec l'atropine et le diazépam pour traiter les empoisonnements aux organophosphorés ou aux agents innervants. Elle se présente généralement sous la forme de sels de chlorure Cl− ou d'iodure I− qui ont l'aspect de solides blancs. Elle est administrée par injection intraveineuse typiquement à raison de 500 mg/kg/h jusqu'à 30 mg/kg pour un adulte, en veillant à étaler suffisamment les doses dans le temps pour ne pas favoriser un arrêt respiratoire ou cardiaque.
La pralidoxime est utilisée typiquement pour traiter les empoisonnements aux organophosphorés comme le sarin. Ces molécules se lient à l'hydroxyle d'un résidu de sérine du site actif de l'acétylcholinestérase, une enzyme qui catalyse l'hydrolyse de l'acétylcholine CH3COOCH2CH2N+(CH3)3, un neurotransmetteur, en ion acétate CH3COO− et en choline HOCH2CH2N+(CH3)3 : le blocage de cette activité enzymatique provoque une crise cholinergique qui se traduit par un dysfonctionnement neuromusculaire généralisé pouvant conduire à la mort. La pralidoxime se lie à l'autre côté du site actif de l'enzyme et libère le résidu de sérine du groupe phosphate qui l'obstrue, ce qui régénère l'activité enzymatique de la protéine.  
Certains complexe phosphate-acétylcholinestérase continuent de réagir une fois le phosphate lié à l'enzyme, ce qui dénature cette dernière en un état plus récalcitrant. Ce processus est appelé vieillissement. De tels états sont résistants aux antidotes tels que la pralidoxime. De plus, la pralidoxime n'est efficace que contre les effets d'une exposition aux organophosphorés ; elle est inefficace si l'acétylcholinestérase a été carbamylée, ce qui est le cas à la suite de l'exposition à la néostigmine, à la pyridostigmine et au carbaryl.
On utilise la pralidoxime conjointement avec l'atropine afin de réduire les effets de l'empoisonnement aux organophosphorés sur le système nerveux parasympathique. Cependant, la pralidoxime franchit mal la barrière hémato-encéphalique, de sorte qu'elle est peu efficace contre les atteintes au système nerveux central. Alors que l'efficacité de l'atropine contre l'empoisonnement aux organophosphorés n'est plus a démontrer, des expériences cliniques avec la pralidoxime jettent quelques doutes sur l'efficacité de cette dernière dans cette indication.